# Organización territorial de Cuba

## División político-administrativa
El territorio de la República de Cuba se divide en 15 provincias y el Municipio Especial Isla de la Juventud. Las provincias, a su vez, se dividen en municipios, 168 en total (incluyendo el Municipio Especial).
La creación de nuevas unidades territoriales y sus límites es materia de ley. Los cambios más recientes fueron aprobados por la Asamblea Nacional en agosto en 2010 (puestos en vigor a partir del 1 de enero de 2011), los cuales consistieron en la creación de dos nuevas provincias: Artemisa y Mayabeque a partir de la segmentación de la Provincia de La Habana, junto con el traspaso de los tres municipios más orientales de la provincia de Pinar del Río. También se extinguió el municipio de Varadero en la Provincia de Matanzas, integrando su territorio al municipio de Cárdenas. La anterior organización en 14 provincias y 169 municipios databa de 1976.
La capital del país es la ciudad de La Habana, que constituye una provincia, y cuyo nombre oficial de 1976 a 2010 fue Ciudad de La Habana.
| Provincias de Cuba |                     |                       |                |
| Artemisa Cienfuegos Mayabeque Holguín Granma Camagüey Villa Clara Sancti Spíritus Ciego de Ávila Las Tunas Santiago de Cuba Pinar del Río Matanzas Isla de la Juventud La Habana Guantánamo Canal de Yucatán Paso de los Vientos Mar Caribe Estrecho de la Florida Océano Atlántico Islas Caimán (R. U.) Bahamas |                     |                       |                |
| 1 | Pinar del Río       | Pinar del Río         | 578 609 hab.   |
| 2 | Artemisa            | Artemisa              | 503 353 hab.   |
| 3 | La Habana           | La Habana             | 2 239 884 hab. |
| 4 | Mayabeque           | San José de las Lajas | 385 000 hab.   |
| 5 | Matanzas            | Matanzas              | 690 113 hab.   |
| 6 | Cienfuegos          | Cienfuegos            | 405 481 hab.   |
| 7 | Villa Clara         | Santa Clara           | 784 244 hab.   |
| 8 | Sancti Spíritus     | Sancti Spíritus       | 465 931 hab.   |
| 9 | Ciego de Ávila      | Ciego de Ávila        | 435 006 hab.   |
| 10 | Camagüey            | Camagüey              | 803 562 hab.   |
| 11 | Las Tunas           | Las Tunas             | 510 037 hab.   |
| 12 | Granma              | Bayamo                | 834 869 hab.   |
| 13 | Holguín             | Holguín               | 1 023 783 hab. |
| 14 | Santiago de Cuba    | Santiago de Cuba      | 1 051 069 hab. |
| 15 | Guantánamo          | Guantánamo            | 505 854 hab.   |
| No | Municipio Especial  | Capital               | Población      |
| 16 | Isla de la Juventud | Nueva Gerona          | 122 049 hab.   |

## Gobierno de las provincias y municipios
Las provincias y municipios cuentan con personalidad jurídica para todos los efectos de la ley, y los municipios gozan además de autonomía. Tienen sus propios sistemas de gobierno y estructuras administrativas para cumplir las funciones ejecutivo-administrativas, aunque con una estrecha dependencia de las autoridades centrales, al ser un Estado unitario.
En cada localidad existe además un Comité del Partido Comunista de Cuba, el que como fuerza dirigente de la sociedad y el Estado cubano, ejerce una función de fiscalización y control de las políticas trazadas en los aspectos sociales y económicos. Los primeros secretarios provinciales y municipales comparten junto a los principales dirigentes locales del Poder Popular una dirección colectiva y organizada, siendo esta la política del actual gobierno, para fortalecer el papel de las estructuras de gobierno; que en períodos anteriores se veía ensombrecida por las estructuras partidistas. .

### Municipios
El municipio es la sociedad local, organizada por la ley, que constituye la unidad política-administrativa primaria y fundamental de la organización nacional; goza de autonomía y personalidad jurídica propias a todos los efectos legales, con una extensión territorial determinada por necesarias relaciones de vecindad, económicas y sociales de su población e intereses de la nación, con el propósito de lograr la satisfacción de las necesidades locales. Cuenta con ingresos propios y las asignaciones que recibe del Gobierno de la República en función del desarrollo económico y social de su territorio y otros fines del Estado. 
La autonomía del municipio comprende la elección o designación de sus autoridades, la facultad de decidir sobre la utilización de sus recursos y el ejercicio de las competencias que le corresponden, así como dictar acuerdos y disposiciones normativas necesarias para el ejercicio de las facultades. Esta autonomía se ejerce de conformidad con los principios de solidaridad, coordinación y colaboración con el resto de los territorios del país, y sin detrimento de los intereses superiores de la nación.
La Asamblea Municipal del Poder Popular es el máximo órgano representativo municipal. Está integrada por delegados elegidos en cada circunscripción electoral a partir de candidatos propuestos en asambleas populares. La duración del mandato de sus delegados, desde la Constitución del 2019, es de 5 años; anteriormente era de dos años y medio. La Asamblea elige a su presidente, a su vicepresidente y designa a su secretario y a las comisiones de trabajo. El presidente de la Asamblea Municipal del Poder Popular representa al Estado en su demarcación territorial; existe una nueva ley de organización de las AMPP desde el año 2019, que establece con claridad las funciones y atribuciones de este órgano y en particular las funciones de cada miembro de la mesa directiva.  
La Administración Municipal tiene como objetivo satisfacer las necesidades de la economía, de la salud, asistenciales, educacionales, culturales, deportivas y recreativas del territorio; así como ejecutar las tareas relativas a la prevención y atención social. Las funciones ejecutivo-administrativas es desempeñado por el Consejo de Administración Municipal, el cual es designado por la Asamblea a la que se subordina y rinde cuenta;  presidido por el Intendente Municipal, con carácter colegiado y dirige las actividades de gobierno a nivel local. 
Los municipios se dividen, para facilitar las relaciones con los electores, en consejos populares integrados por los propios delegados y presididos por uno de ellos. Los municipios de Santa Clara, Camagüey, Holguín y Santiago de Cuba (municipios de gran población), se dividen además en distritos, donde se agrupan varios consejos populares, con el fin de descentralizar y acercar a la población las diferentes oficinas administrativas.

### Provincias
La provincia tiene personalidad jurídica propia a todos los efectos legales y se organiza por la ley como nivel intermedio entre las estructuras centrales del Estado y los municipios, con una extensión superficial equivalente a la del conjunto de municipios comprendidos en su demarcación territorial, bajo la dirección del Gobierno Provincial del Poder Popular. 
El Gobierno Provincial del Poder Popular representa al Estado y tiene como misión el desarrollo económico y social de su territorio, conforme a los objetivos generales del país y actúa como coordinador entre las estructuras centrales y locales. Estos órganos funcionan en estrecha vinculación con el pueblo, y está conformado por un Gobernador, un Vicegobernador y un Consejo Provincial. Los Gobiernos Provinciales en el ejercicio de sus funciones y atribuciones no pueden asumir ni interferir en las conferidas a los órganos municipales. 
El Gobernador es el máximo responsable ejecutivo-administrativo de la provincia, es elegido por los delegados de las asambleas municipales del Poder Popular correspondiente, en un mismo día y a una misma hora formando colegios electorales especiales a propuesta del Presidente de la República, por un período de cinco años. Para ser Gobernador se requiere ser ciudadano cubano por nacimiento, no tener otra ciudadanía, haber cumplido 30 años, residir en la provincia y hallarse en pleno goce de los derechos civiles y políticos. Es responsable ante la Asamblea Nacional del Poder Popular, el Consejo de Estado, Consejo de Ministros y Consejo Provincial, a los cuales rinde cuentas de su gestión. Además dirige la Administración Provincial para lo cual se asiste de la entidad administrativa correspondiente. 
El Vicegobernador es elegido de la misma forma y el mismo día que el gobernador, por igual período; cumple las atribuciones que le delegue o asigne el gobernador y los sustituye en caso de enfermedad o muerte, conforme los procedimientos previstos en la ley. 
El Consejo Provincial, es un órgano colegiado y deliberativo, presidido por el gobernador e integrado por el Vicegobernador, los Presidentes y Vicepresidentes de las asambleas locales del Poder Popular y los Intendentes Municipales correspondientes. Cumple con funciones previamente establecidas por ley que se enmarcan en evaluar, controlar, orientar y coordinar la labor de los órganos municipales de estado y gobierno, en función de la provincia y los intereses de la nación.

### Municipio Especial
Los órganos (Asamblea y Administración) del Municipio Especial Isla de la Juventud son los mismos de cualquier municipio pero en estos coinciden competencias municipales y provinciales.

#### Presidente de la Asamblea Municipal del Poder Popular
- Liván Fuentes Álvarez

#### Intendente municipal
- Adiel Morera Macías

## Gobernadores y Vicegobernadores Provinciales (Mandato 2020-2023*)
*: Después de la promulgación de la nueva Constitución y la nueva Ley Electoral se eligen las nuevas estructuras por los que resta del mandato que comenzó en el 2018. 
| Gobernador (a)                             | Vicegobernador (a)              | Provincia        |
| Rubén Ramos Moreno                         | Niurka Rodríguez Hernández      | Pinar del Río    |
| Ricardo Concepción Rodríguez               | Yamina Duarte Duarte            | Artemisa         |
| Reynaldo García Zapata                     | Yanet Hernández Pérez           | La Habana        |
| Tamara Valido Benítez (2011)               | Manuel Aguiar Lamas             | Mayabeque        |
| Mario Felipe Sabines Lorenzo               | Marieta Caridad Poey Zamora     | Matanzas         |
| Alberto López Díaz                         | Milaxy Yanet Sánchez Armas      | Villa Clara      |
| Alexandre Corona Quintero                  | Yolexis Rodríguez Armada        | Cienfuegos       |
| Teresita Romero Rodríguez                  | Frank Osbel Cañizares Rodríguez | Santi Spiritus   |
| Tomás Alexis Martín Venegas                | Ania Rosa Francisco Malde       | Ciego de Ávila   |
| Yoseily Góngora López                      | Carmen María Hernández Requejo  | Camagüey         |
| Jaime Ernesto Chiang Vega                  | Yelenys Tornet Menéndez         | Las Tunas        |
| Manuel Francisco Hernández Aguilera (2023) | Yunia Pérez Hernández.          | Holguín          |
| Francisco Alexis Escribano Cruz            | Yanetsy Terry Gutiérrez         | Granma           |
| Beatriz Jhonson Urrutia                    | Manuel Falcón Hernández         | Santiago de Cuba |
| Emilio Matos Mosqueda                      | Alis Azahares Torreblanca       | Guantánamo       |